# Christian Fürchtegott Gellert
Christian Fürchtegott Gellert (Haunichen, 4 de julho de 1715 — Leipzig, 13 de dezembro de 1769) foi um escritor alemão do século XVIII. Gellert foi um dos principais representantes do iluminismo pietista.

## Trabalhos

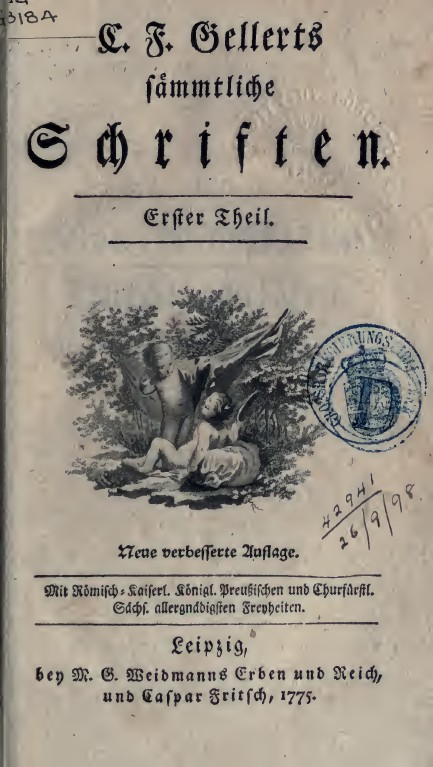
C. F. Gellerts sämmtliche Schriften. 1 (1775)

Ele escreveu a fim de elevar o caráter religioso e moral do povo, e para esse fim empregou uma linguagem que, embora às vezes prolixa, era sempre correta e clara. Assim, ele se tornou um dos autores alemães mais populares, e alguns de seus poemas gozaram de uma celebridade desproporcional ao seu valor literário. Sua coleção de fábulas e histórias em verso de imenso sucesso, Fabeln und Erzählungen, publicada pela primeira vez em 1746, com uma segunda parte aparecendo em 1748, estabeleceu sua reputação literária. Uma coleção comparativamente popular de poemas e hinos religiosos, Geistliche Oden und Lieder, apareceu em 1758. Continha hinos como "Herr, stärke mich, dein Leiden zu bedenken", um hino da Paixão escrito ao som de "Herzliebster Jesu".
Nem um pouco da fama de Gellert se deve à época em que viveu e escreveu. A literatura alemã do período foi dominada pela escola de Gottsched. Um bando de jovens espirituosos, dos quais Gellert era um deles, resolveu se libertar do que era visto como as travas convencionais de tais pedantes e deu início a uma revolução que foi finalmente consumada por Schiller e Goethe. Karl Philipp Moritz, no contexto de suas viagens pela Inglaterra em 1782, observou: "Entre nós, alemães ... não consigo pensar em nenhum nome de poeta além do de Gellert, que vem prontamente à mente das pessoas comuns [em Londres]".
As fábulas, para as quais Gellert tomou La Fontaine como modelo, são simples e didáticas. Seus poemas religiosos foram adotados como hinos por católicos e protestantes. O mais conhecido de seus hinos é "Die Ehre Gottes aus der Natur" ("Os céus estão dizendo"). Gellert escreveu algumas comédias sentimentais: Die Betschwester (A irmã de oração, 1745), Die kranke Frau (A mulher doente, 1747), Das Los in der Lotterie (1748) e Die zärtlichen Schwestern (As Irmãs Afetuosas, 1747), a última das quais muito admirada. Sua novela Leben der Schwedischen Gräfin von G. (1746), uma imitação fraca de Pamela de Samuel Richardson, é notável por ser a primeira tentativa alemã em um romance psicológico.
Além de dar palestras para grandes audiências sobre questões morais, Gellert mantinha uma ampla correspondência com estranhos e amigos, especialmente com aqueles que buscavam conselhos sobre questões morais. Considerado por muitos correspondentes como um professor também de bom estilo de escrita, em 1751 ele publicou um volume de cartas modelo, junto com um ensaio sobre a escrita de cartas (Briefe, nebst einer praktischen Abhandlung von dem guten Geschmacke em Briefen).